# Club Deportivo Logroñés
Ne doit pas être confondu avec UD Logroñés, SD Logroñés ou Logroñés CF.
Maillots
Le Club Deportivo Logroñés  était un club de football professionnel espagnol basé à Logroño. Le club fait faillite en 2009. Il évolue pour la dernière fois en première division nationale en 1997.

## Repères historiques
Le club évolue pendant 9 saisons en première division : de 1987 à 1995, puis lors de la saison 1996-1997. il obtient son meilleur classement en 1re division lors de la saison 1989-1990, où il se classe 7e du championnat, avec 18 victoires, 5 matchs nuls et 15 défaites.
Le club évolue également pendant 18 saisons en deuxième division : de 1950 à 1957, puis lors de la saison 1966-1967, puis de 1970 à 1973, à nouveau de 1984 à 1987, puis lors de la saison 1995-1996, et enfin de 1997 à 2000.
À la suite de la disparition du club en 2009, deux clubs sont fondés pour lui succéder : l'Unión Deportiva Logroñés et la Sociedad Deportiva Logroñés.

## Palmarès
- Segunda División :
  - Vice-champion : 1952, 1987, 1996

- Segunda División B :
  - Vice-champion : 1984

- Tercera División :
  - Champion : 1944, 1959, 1966, 1970, 1978, 2001
  - Vice-champion : 1942, 1946, 1950, 1962, 1976, 2006

## Joueurs célèbres
- Marcos Alonso Peña
- Juan Alonso
- Enrique Alvarez Sanjuan
- Antonio Alzamendi
- Boban Babunski
- Porfirio Betancourt
- Ivan Campo
- Casto Espinosa Barriga
- Andoni Cedrún
- Clesly Evandro Guimaraes
- Gonzalo Colsa
- Francisco Javier Cruz
- Rubén Da Silva
- Salvador Gonzalez Marco
- Guillermo Gorostiza
- Nelson Gutiérrez
- Sebastián Herrera
- Leonardo Andres Iglesias
- Luis Islas
- Javier Jauregui Blanco
- Hugo de León
- Grzegorz Lewandowski
- Julen Lopetegui
- Jorge Lopez Montana
- Silviu Lung
- Edu Manga
- Miguel Munoz
- Amaro Nadal
- Javier Navarro
- Nayim
- José Manuel Ochotorena
- Cristobal Parralo Aguilera
- Vincent Petit
- Julio César Pinheiro
- Anton Polster
- Enrique Romero
- Oscar Ruggeri
- Rui Da Gracia
- Oleg Salenko
- Manuel Sarabia
- Quique Setién
- Rubén Sosa
- Nobuyuki Zaizen
- Jaume Huguet García